# توم جيمس (مجدف)
توم جيمس (بالإنجليزية: Tom James)‏ هو مجدف بريطاني، ولد في 11 مارس 1984 في كارديف في المملكة المتحدة.

## وصلات خارجية
- توم جيمس على موقع الاتحاد الدولي للتجديف (الإنجليزية)
- توم جيمس على موقع اللجنة الأولمبية الدولية (الإنجليزية)
- توم جيمس على موقع أوليمبيديا (الإنجليزية)
- توم جيمس على موقع اللجنة الأولمبية البريطانية (الإنجليزية)